# Süleyman II
Süleyman II (Istanboel, 15 april 1642 - Edirne, 23 juni 1691) was sultan van het Ottomaanse Rijk van 1687 tot 1691. Süleyman II was de jongere broer van Mehmet IV en leefde het grootste deel van zijn leven in de kafes (kooi), een soort luxe gevangenis voor prinsen binnen het Topkapi-paleis, ontworpen om te voorkomen dat een prins een opstand kon organiseren.
Toen hij werd benaderd om de troon over te nemen na de afzetting van zijn broer in 1687, dacht Süleyman II dat de delegatie was gekomen om hem te doden en alleen met de grootste overtuiging kon hij overgehaald worden om uit het paleis te komen en ceremonieel met het zwaard van de Kalief ingewijd te worden.
Hoewel Süleyman nauwelijks in staat was om de gebeurtenissen te controleren maakte hij toch een goede keus door Köprülü Fazıl Mustafa Pasja als zijn grootvizier te benoemen. Onder Köprülü's leiderschap hielden de Turken een Oostenrijkse opmars in Servië tegen en sloegen ze een opstand in Bulgarije neer. Bij een poging om het oosten van Hongarije opnieuw in te nemen werd Köprülü verslagen en gedood door keizerlijke troepen, geleid door Lodewijk Willem van Baden bij de slag bij Slankamen op 19 augustus 1691. Süleyman was toen zelf al overleden.